# Opamata novembris
Opamata novembris är en insektsart som beskrevs av Irena Dworakowska 1982. Opamata novembris ingår i släktet Opamata och familjen dvärgstritar.
Artens utbredningsområde är Thailand. Inga underarter finns listade i Catalogue of Life.